# Virginio Arias
Pour les articles homonymes, voir Arias.
Virginio Arias Cruz, né le 8 décembre 1855 à Ránquil et mort le 17 janvier 1941 à Santiago du Chili, est un sculpteur et professeur d'art chilien.

## Biographie
Virginio Arias naît le 8 décembre 1855 à Ránquil. Dans son enfance, il vit à la campagne et travaille comme gardien de troupeau. À l'âge de 12 ans il commence à étudier l'art avec le sculpteur Tomás Chávez, alors qu'il vit à Concepción. Selon un document du musée national des Beaux-Arts, il devient à 19 ans l'élève de Nicanor Plaza, qui l'emmène à Paris en 1875. L'année suivante, il s'inscrit à l'Académie des beaux-arts, où il étudie avec François Jouffroy, Alexandre Falguière et Jean-Paul Laurens. Il reste à Paris jusqu'en 1890.

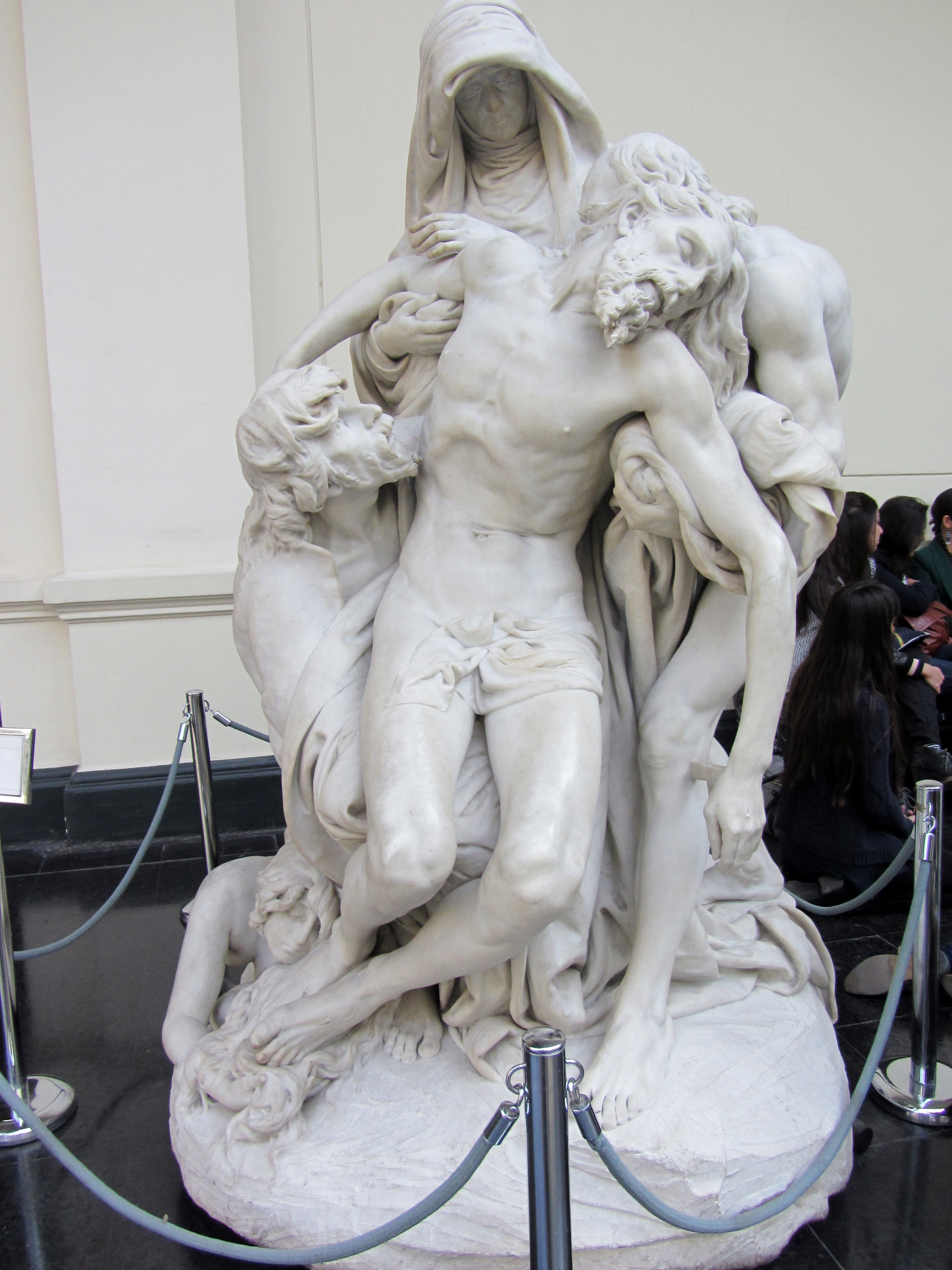
Descente de croix

Pendant son séjour, il crée plusieurs œuvres inspirées des bulletins d'informations provenant de la guerre du Pacifique, entre le Chili, le Pérou et la Bolivie. Son œuvre la plus remarquable est un monument à "El Roto Chileno" (l'homme du peuple, à l'origine "Héros du Pacifique"), qui  remporte un concours au Salon en 1882. Il existe actuellement deux versions de la statue, sur la Plaza Yungay à Santiago et sur la place principale de Ránquil.
Il retourne ensuite au Chili, où il reçoit plusieurs distinctions. En 1895, le gouvernement chilien le renvoie à Paris, pour acquérir de l'expérience dans l'organisation d'une école d'art. À son retour au Chili, en 1900, il est nommé directeur de l' Academia de Pintura (Chile) (es), après plus d'une décennie de désorganisation qui le laisse avec peu d'étudiants. Pendant son séjour, il élabore un programme d'études entièrement nouveau. Il quitte son poste en 1911, un an après que l'école ait été intégrée au Musée national des beaux-arts, sur sa proposition.
La plupart des sources disent qu'il retourne en Europe et y reste jusqu'aux années 1930, mais plusieurs artistes chiliens connus, dont José Perotti, Samuel Román Rojas et Laura Rodig, feraient partie de ses élèves à l'Academia au début des années 1920. L'école elle-même est intégrée à l'Université du Chili en 1932 et occupe actuellement un espace au Musée d'art contemporain de Santiago.

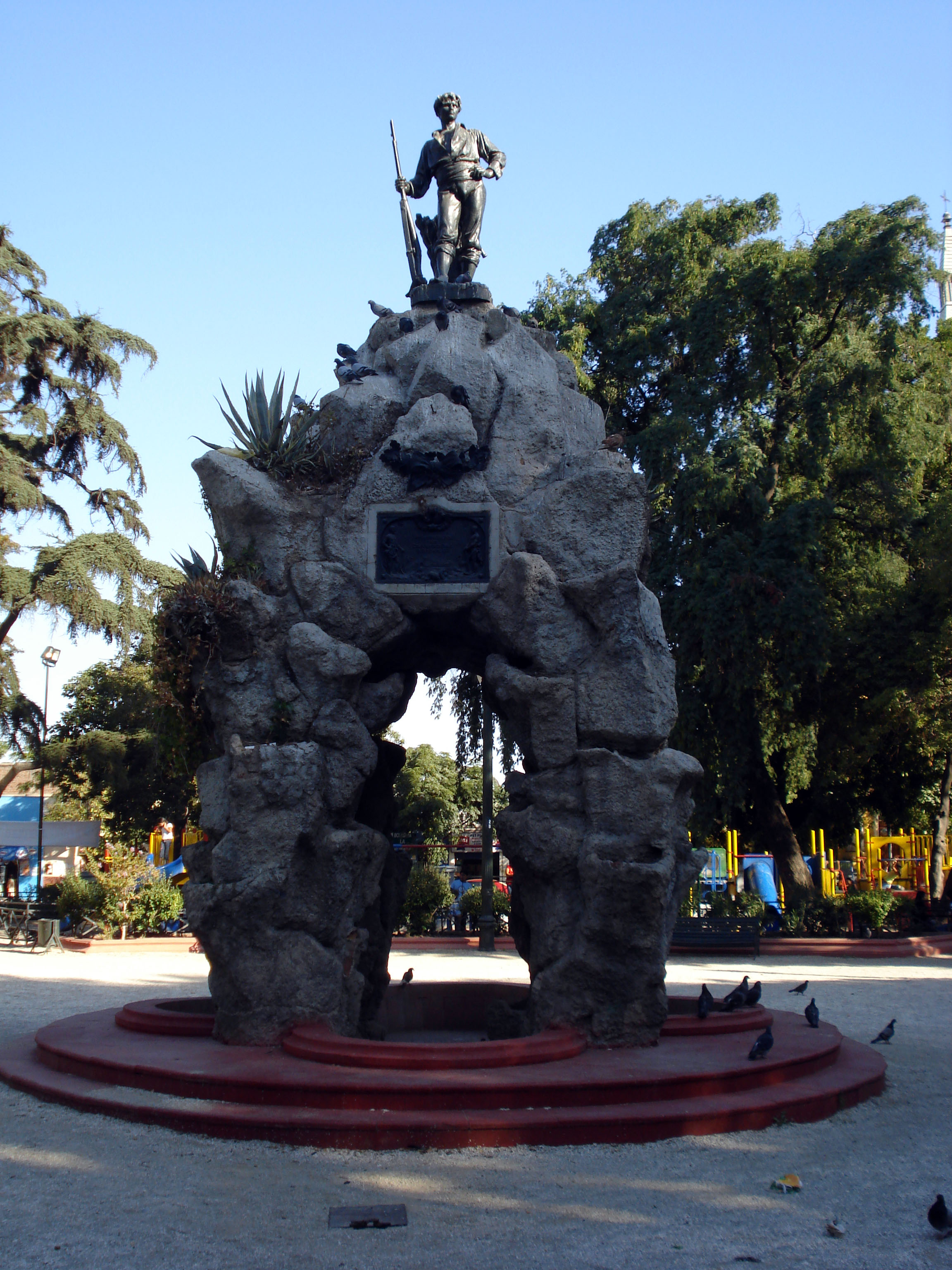
Monument à "El Roto Chileno", Plaza Yungay

Dans ses dernières années, il souffre de cécité, mais continue à sculpter en utilisant son sens du toucher. Il meurt en 1941, à l'âge de quatre-vingt-six ans.
Parmi ses autres œuvres connues, citons le monument au général Manuel Baquedano, situé sur la Plaza Baquedano à Santiago, et "L'Araucanien", qui représente un membre représentatif du peuple mapuche. Parmi ses œuvres religieuses, la plus célèbre est "El Descendimiento" (La Descente de Croix), un ensemble en marbre conservé au Musée national. Cette œuvre lui vaut un prix au Salon de Paris en 1887.